# Eustácio (governador do Tema Cibirreota)

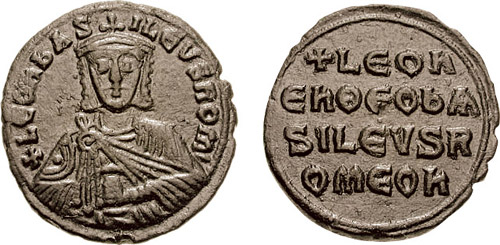
Fólis de r.

Eustácio ou Eustáquio (em grego: Εὐστάθιος; romaniz.: Eùstáthios) foi um oficial bizantino dos séculos IX e X que serviu como governador (estratego) do Tema Cibirreota em cerca de 909-912, durante o reinado do imperador Leão VI, o Sábio (r. 886–912).

## Biografia
Eustácio é mencionado apenas no Sobre a Administração do Império, um obra compilada em meados do século X pelo imperador Constantino VII Porfirogênito (r. 913–959), segundo a qual, em aproximadamente 909/910, foi protoespatário, asecreta e ek prosopou do Tema Cibirreota; o uso do título ek prosopou (representante) é ambíguo nas fontes, e estudiosos modernos sugerem que era o governador militar (estratego) dos cibirreotas, em vez de sub-governador. Ele Entrou em conflito com o catepano dos mardaítas, Estaurácio Plátis, sobre questões de competência, embora ambos eram protegidos do logóteta do dromo, Himério; ele havia sido nomeado diretamente pelo imperador e habitualmente desconsiderava as ordens do estratego teoricamente superior.
Após protestar para o imperador Leão VI, o Sábio (r. 886–912), Estaurácio foi reconvocado para Constantinopla, e sua autoridade foi transferida para Eustácio. Como Eustácio permaneceu em ofício até final de 912, quando foi substituído pelo imperador Alexandre (r. 912–913) com o protoespatário Nicetas, ele provavelmente poderia ser identificado com o estratego anônimo dos cibirreotas que foi responsável pelos equipamentos duma frota e tripulantes em preparação para uma grande expedição naval de Himério em 911, dirigida contra o Emirado de Creta ou as costas da Síria.